# Neudorf (Strasbourg)
Pour les articles homonymes, voir Neudorf.
Neudorf (prononcé [nœjdɔʁf] ou [nødɔʁf] ;  littéralement « nouveau village » en allemand) est un ancien faubourg du sud de Strasbourg devenu quartier dense et central. Il est délimité au nord par le canal de jonction et au sud par la voie ferrée Strasbourg - Kehl.
À l’origine en dehors de la ville, le quartier est désormais intégré au cœur de l’agglomération. Principalement résidentiel, il est le quartier le plus peuplé de Strasbourg. 
Administrativement, il est regroupé avec la Musau pour former l'ensemble Neudorf - Musau.
Ses habitants sont appelés les Neudorfois et les Neudorfoises.

## Toponymie
Neudorf signifie le « nouveau village ».

## Histoire

### Avant 1870

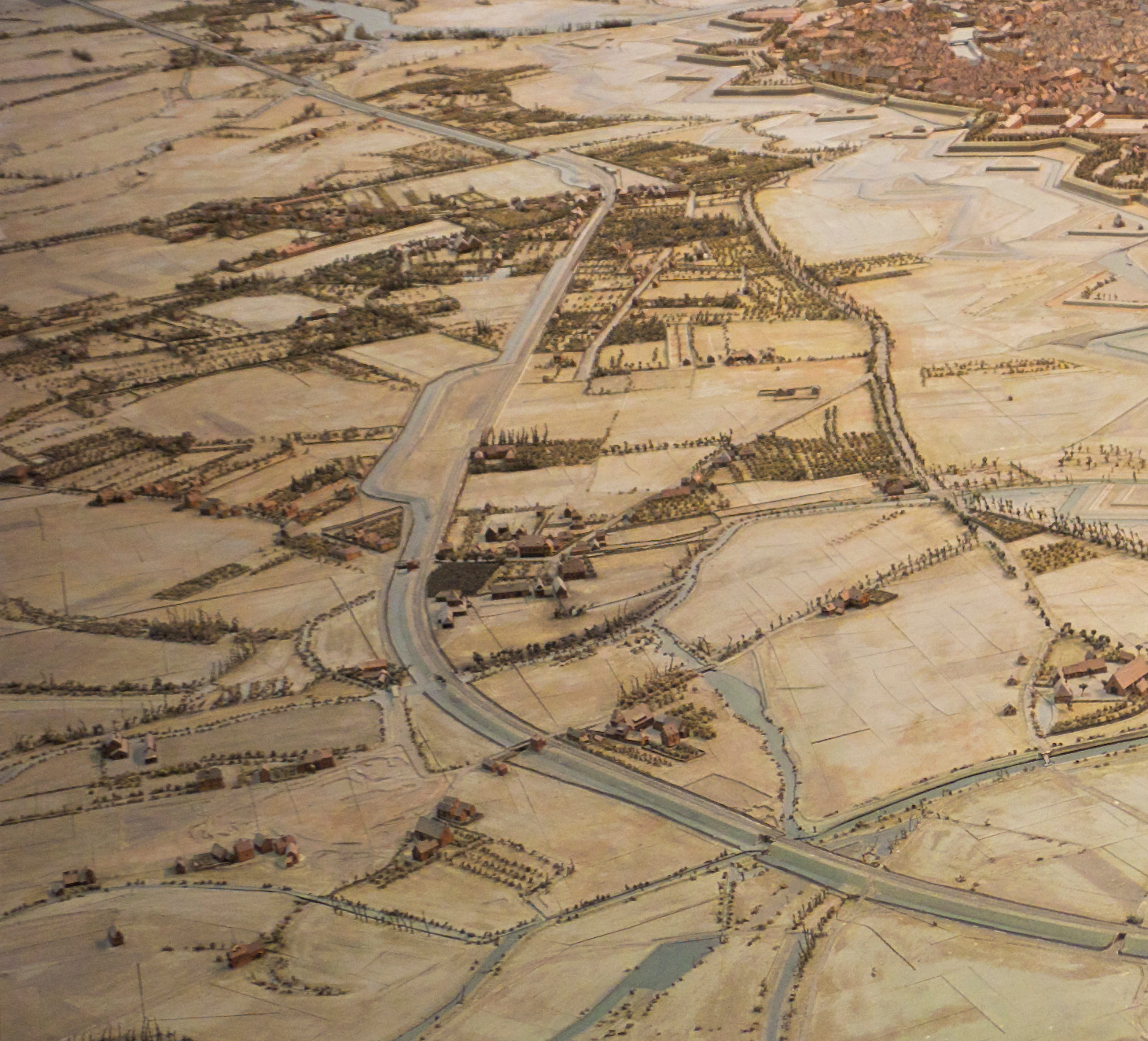
Vue du nord de Neudorf sur le plan en relief de 1863 : fossé Riepberg (aujourd’hui avenue Jean Jaurès).

L’emplacement actuel du quartier a longtemps été peu propice à l’habitat en raison de son humidité, néanmoins il y avait quelques habitations au nord, à l’ouest ainsi que le long des cours d’eau (il y eut alors des moulins). De plus le faible nombre de portes permettant d’entrer dans la ville par le sud ne favorisa pas le développement du quartier, les seuls points d’entrée dans la ville étant la porte de l’hôpital (Spitaltor), celle des bouchers (Metzgertor) et celle Sainte-Catherine (Katharinentor), puis celle de la citadelle. On peut noter que le fossé Riepberg, creusé au XVIe siècle, permit la construction de bâtiments au nord du quartier.
Les plus anciennes constructions encore existantes sont celles situées dans le hameau du Ratzendorf, situé du côté de l’actuelle rue de l’ancienne école.
Ce n’est qu’à partir du milieu du XIXe siècle que Neudorf connut un essor considérable à la suite des régulations du réseau des ruisseaux qui étendit la surface constructible (par la régulation du Rhin et de l’Ill, notamment par la construction en 1887 du canal de décharge de l’Ill),. Le quartier se peuple alors principalement de maraîchers.
Lors du siège de 1870 la partie nord du quartier est inondée, en effet les barrages de la ville (notamment le barrage Vauban) furent fermés afin de rendre les terrains impraticables pour les manœuvres ennemies. Ceci entraîna la destruction de plusieurs bâtiments ainsi que l’évacuation des habitants.

### 1871 – 1939

Plan de Neudorf en 1895.

Sous le Reichsland la population de Neudorf augmente considérablement (38 % d’augmentation entre 1871 et 1875 ; en 1875 Neudorf est le quartier le plus peuplé de Strasbourg), de nombreux bâtiments sont construits (école de la Ziegelau (1878), école de la Musau (1897), école du Schluthfeld (1899), école du Neufeld (1907), foyer Charles Frey, plusieurs immeubles), en partie par le Stadtbaumeister Fritz Beblo.
Neudorf profite également du développement du tramway avec trois lignes électrifiées et la construction d'un dépôt en 1898,.
Le canal de jonction, « Umleitungskanal », est creusé en 1882 ce qui permet l'aménagement du port de la porte de l'Hôpital. En 1892 c'est le port de la porte des Bouchers, « Metzgertorhafen », qui est construit. Il est rebaptisé port du bassin d'Austerlitz en 1918.

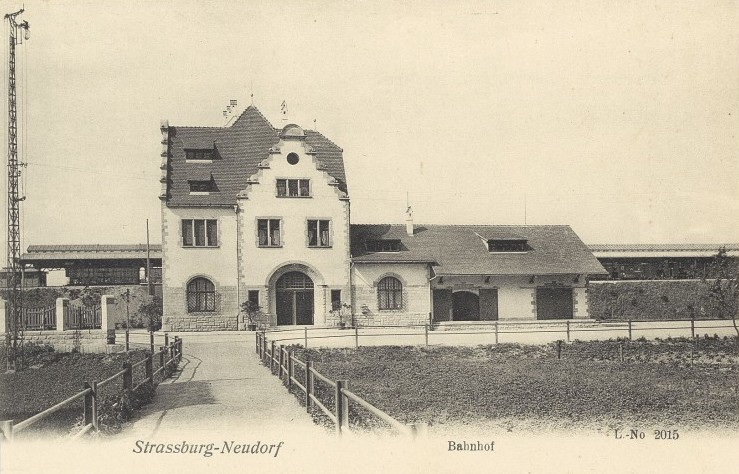
L'ancienne gare de Strasbourg-Neudorf, début du XXe siècle.

À la fin du XIXe siècle et au début du XXe la voie ferrée qui était le long du fossé Riepberg (approximativement le long de l’actuelle avenue Jean-Jaurès) est déplacée vers le sud du quartier, délimitant ainsi Neudorf au sud (la limite antérieure étant le Krimmeri ou Rhin tortu à l’ouest et le Ziegelwasser à l’est). Cette nouvelle voie est construite sur un talus qui faisait partie des défenses de la ville de Strasbourg.
Après la Première Guerre mondiale il y a trop peu de logements au Neudorf, on construit alors dans les années 1920 jusqu’au milieu des années 1930 plusieurs ensembles immobiliers comme la cité Siegfried ou la cité Rissler de l’architecte Paul Frédéric Dopff, grand-père du réalisateur Paul Dopff.

### Seconde Guerre mondiale
En 1939, les habitants de Neudorf sont, comme tous ceux de Strasbourg, évacués en Dordogne. C’est à partir de l’été 1940 qu’ils peuvent revenir.
Comme le rappelle une plaque apposée en 2004 sur la façade de l’ancien cinéma Scala de la route du Polygone (construit en 1938), cette salle fut transformée en chapelle ardente après le bombardement du 6 septembre 1943. La plaque est dédiée aux 214 victimes civiles tuées et aux 673 blessés au Neudorf lors des bombardements qui précédèrent la Libération de Strasbourg, les 6 septembre et 17 novembre 1943, puis le 1er avril 1944. Épargné, le cinéma reprend ses activités après la guerre mais, faute de spectateurs, il ferme ses portes en octobre 1975, d’abord transformé en dépôt-vente, puis en magasin de vêtements. Rénové dans les années 1980, il abrite aujourd’hui une salle de spectacle et une brasserie.
Le bombardement causa la destruction de plus de 300 bâtiments, l’église protestante datant de 1885 fut détruite et la clinique Sainte-Odile fut endommagée.

### Depuis la Seconde Guerre mondiale
De nombreuses constructions ont permis au Neudorf de prendre une place importante dans l’agglomération strasbourgeoise : le lycée Jean Monnet (1965), le centre administratif de l'Eurométropole (1976), le contournement sud (1992), ainsi que plus récemment l’urbanisation du secteur de la route du Rhin au nord du quartier (cinéma, centre commercial).
En 1999, Neudorf est peuplé de plus de 39 000 habitants ce qui en fait le quartier le plus peuplé de Strasbourg.

## Urbanisme

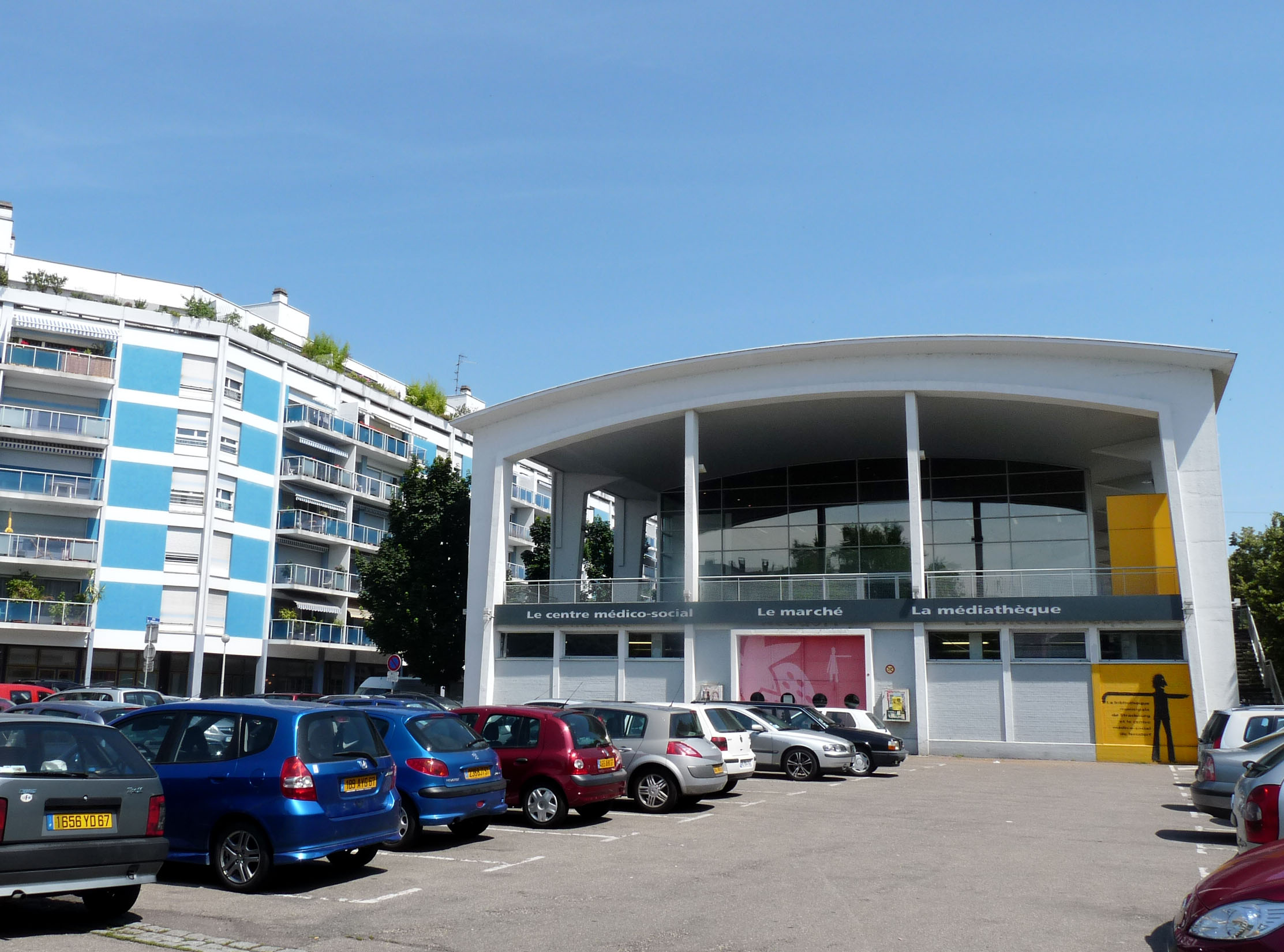
La halle du marché, abritant un marché, un centre médico-social et une médiathèque.

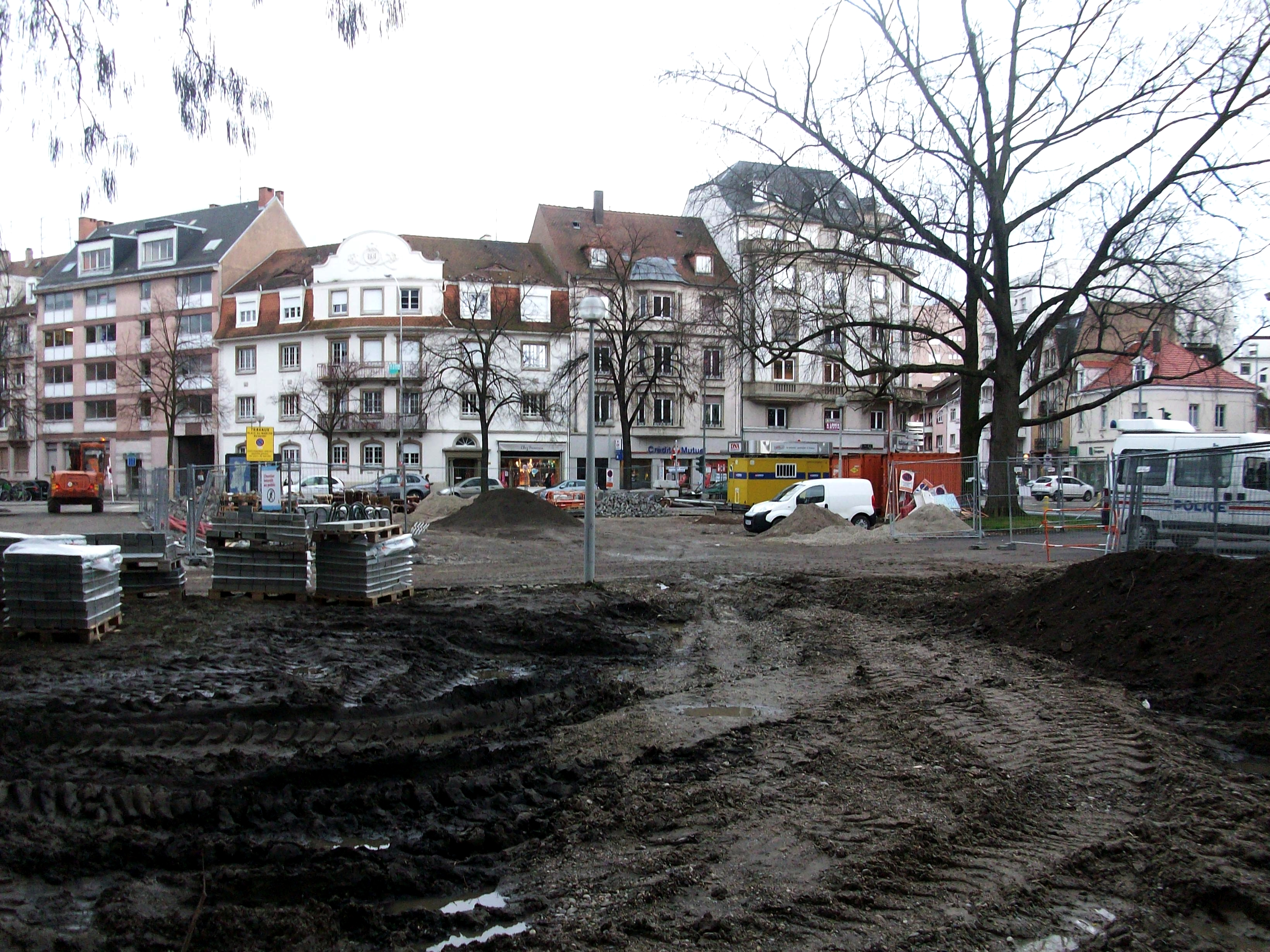
La place du marché en chantier, janvier 2013.

Situé au sud du centre-ville, Neudorf est entouré par le quartier de la Meinau à l’ouest et au sud, par le Neuhof au sud ainsi que par le Port du Rhin à l’est. On trouve au nord le quartier de la Bourse et celui de l’Esplanade Sa séparation avec le centre-ville est marquée par une longue bande de terres peu urbanisées résultant de l’ancienne zone non ædificandi ou glacis qui ceinturait les remparts de la ville, doublés du canal portuaire et des installations qui y étaient propres.
Neudorf s’articule autour de la route du Polygone et de la place du Marché, qui en constitue la principale centralité. Cette place est notamment entourée de deux équipements : le Scala, ancien cinéma de quartier à l’architecture des années 1930 et aujourd’hui reconverti en salle de spectacle et brasserie, et la halle du marché, qui accueille, outre le marché lui-même, un centre médico-social et une médiathèque.

## Sous entités

### Les Fronts de Neudorf et l'écoquartier du Danube
La frange nord du quartier, appelée les Fronts de Neudorf est constituée de l’ancienne zone de glacis évoquée plus haut et de l'ancienne zone portuaire du bassin d'Austerlitz le long du canal de jonction (« Umleitungskanal »). Ce secteur fait depuis les années 1990 l’objet de multiples réflexions urbanistiques dont le principal enjeu est d’atténuer, voire supprimer, la coupure entre Neudorf et le centre-ville. Ce projet profite notamment de la position centrale du site et de la qualité paysagère du canal pour lutter contre l’étalement urbain, offrant une alternative à l’implantation de logements et d’équipements dans la périphérie de l’agglomération.

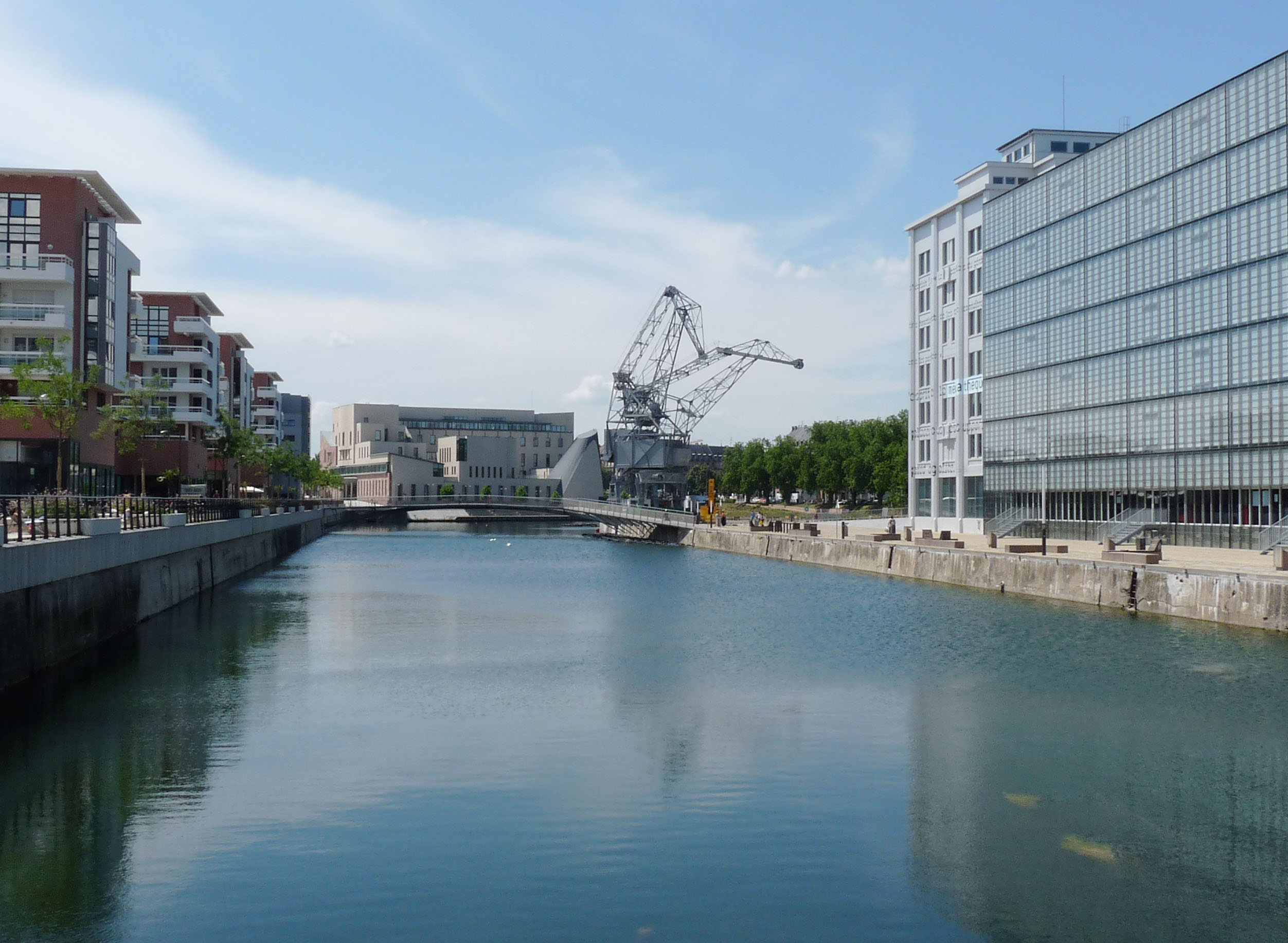
De g. à dr. : centre commercial Rivétoile, logements, cité de la musique et de la danse, médiathèque André Malraux.

L'ancien Armement Seegmuller situé sur la presqu'île Malraux, au bord du bassin d'Austerlitz, est un exemple remarquable de l'architecture portuaire des années 1930. Désaffecté en 2000, le site est destiné à devenir le cœur du vaste projet d'urbanisme « Deux Rives » visant à relier le secteur du Heyritz jusqu'au Port du Rhin. Les anciens entrepôts et silos, réhabilités, hébergent aujourd'hui la médiathèque André Malraux, des logements, des restaurants et une résidence étudiante internationale.
Les Fronts de Neudorf constituent une opération immobilière d’envergure visant à combler le vide séparant le centre-ville des quartiers sud. Divers ouvrages ont déjà été réalisés :
- la cité de la musique et de la danse ;
- un immeuble de bureaux et des logements ;
- le centre commercial Rivétoile ;
- la médiathèque André Malraux ;
- les archives départementales et les archives de la ville ;
- la cité des Sciences (Le Vaisseau) ;
- le multiplexe UGC Ciné Cité Strasbourg Étoile.

L'écoquartier du Danube est également en construction. À son emplacement se trouvait l'ancienne usine à gaz. On y rencontre également des remblais portuaire d'origine inconnue. Dans ces conditions, le sol contient du mercure, du benzène, des cyanures ainsi que du goudron. Cette zone centrale de la ville bénéficie du passage du tram et de la revalorisation des zones périphériques (requalification de la RN4, des aires industrielles, aménagements aquatiques sur le bassin d’Austerlitz (anciennement Metzgertor Hafen).

### La Musau
La Musau se situe au sud-est, au-delà de la voie de chemin de fer.
À l’origine un hameau (une vingtaine de maisons en 1830), la vieille Musau est à l’ouest tandis que le quartier Wattwiller, construit dans les années 1970, est plus à l’est.

### LeSchluthfeld

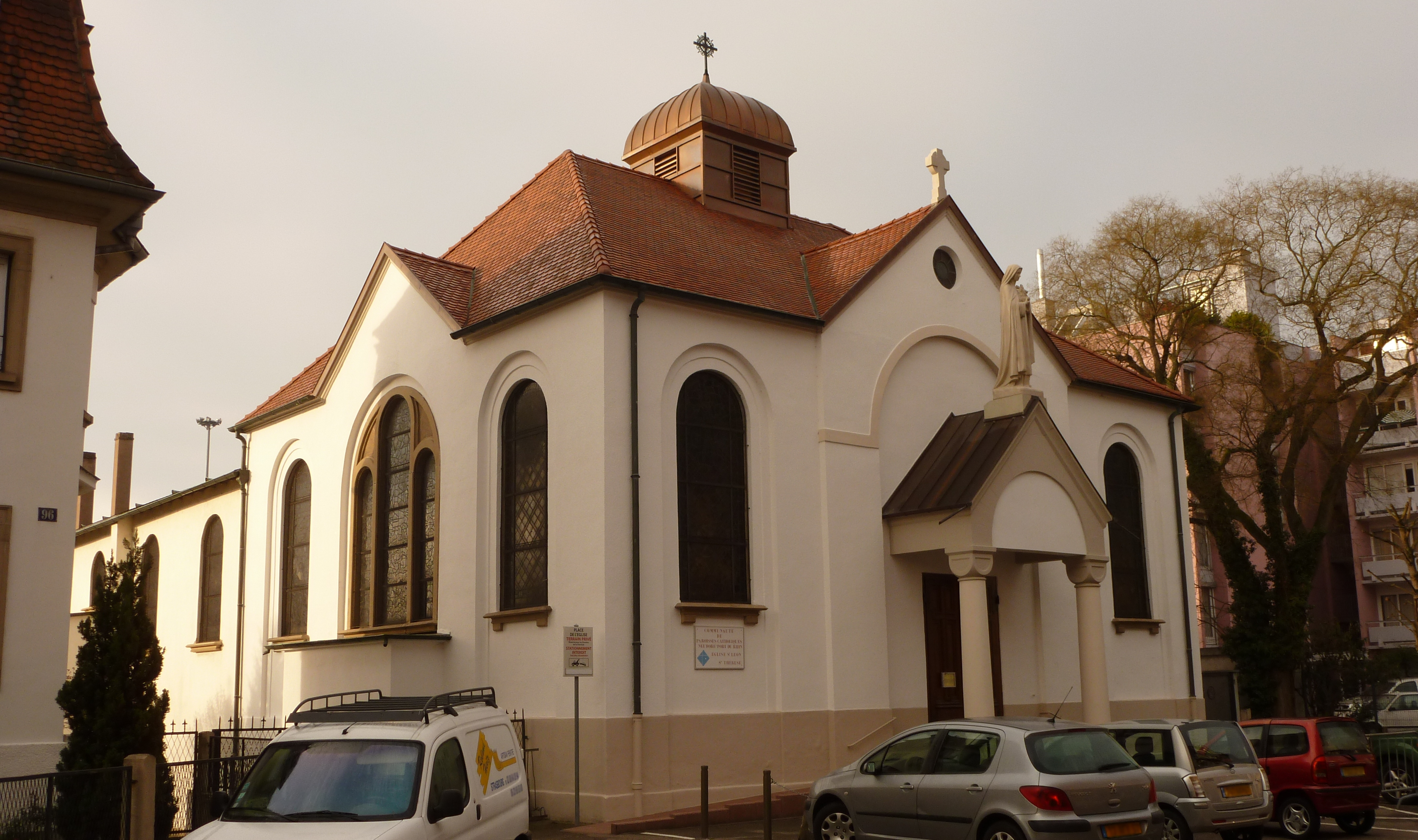
Église Saint Léon–Sainte Thérèse du Schluthfeld.

Le Schluthfeld est au nord-ouest de Neudorf, entre la voie rapide (ancienne nationale 4) et le chemin de fer. À l’origine le Schluthfeld désignait l’extrémité de ce qui est actuellement la rue de Saint-Dié (Schluthfeldstross) mais de nos jours le nom est utilisé pour désigner plus largement cette partie de Neudorf, principalement ce qui est proche de la station de tramway Schluthfeld (aujourd’hui place du Schluthfeld).
On peut noter la présence d’une école de la fin du XIXe siècle.
L’église saint-Léon sainte-Thérèse fut construite entre 1924 et 1925, on y trouve une croix venant de Tambov en souvenir des alsaciens qui y furent prisonniers durant la Seconde Guerre mondiale (les prisonniers alsaciens et mosellans, combattants alors sous l’uniforme allemand, étaient regroupés dans certains camps en URSS dont Tambov).

### LeHeyritz
À l'ouest du Neudorf et en face de l'Hôpital civil de Strasbourg, le Heyritz est situé entre le canal de jonction et la voie rapide.

## Bâtiments remarquables

### Ménagerie Klinglin
En 1749, le prêteur royal François-Joseph de Klinglin se fit construire une résidence au sud de Strasbourg. Ce bâtiment fut démoli en 1967.

### Maison Bowe

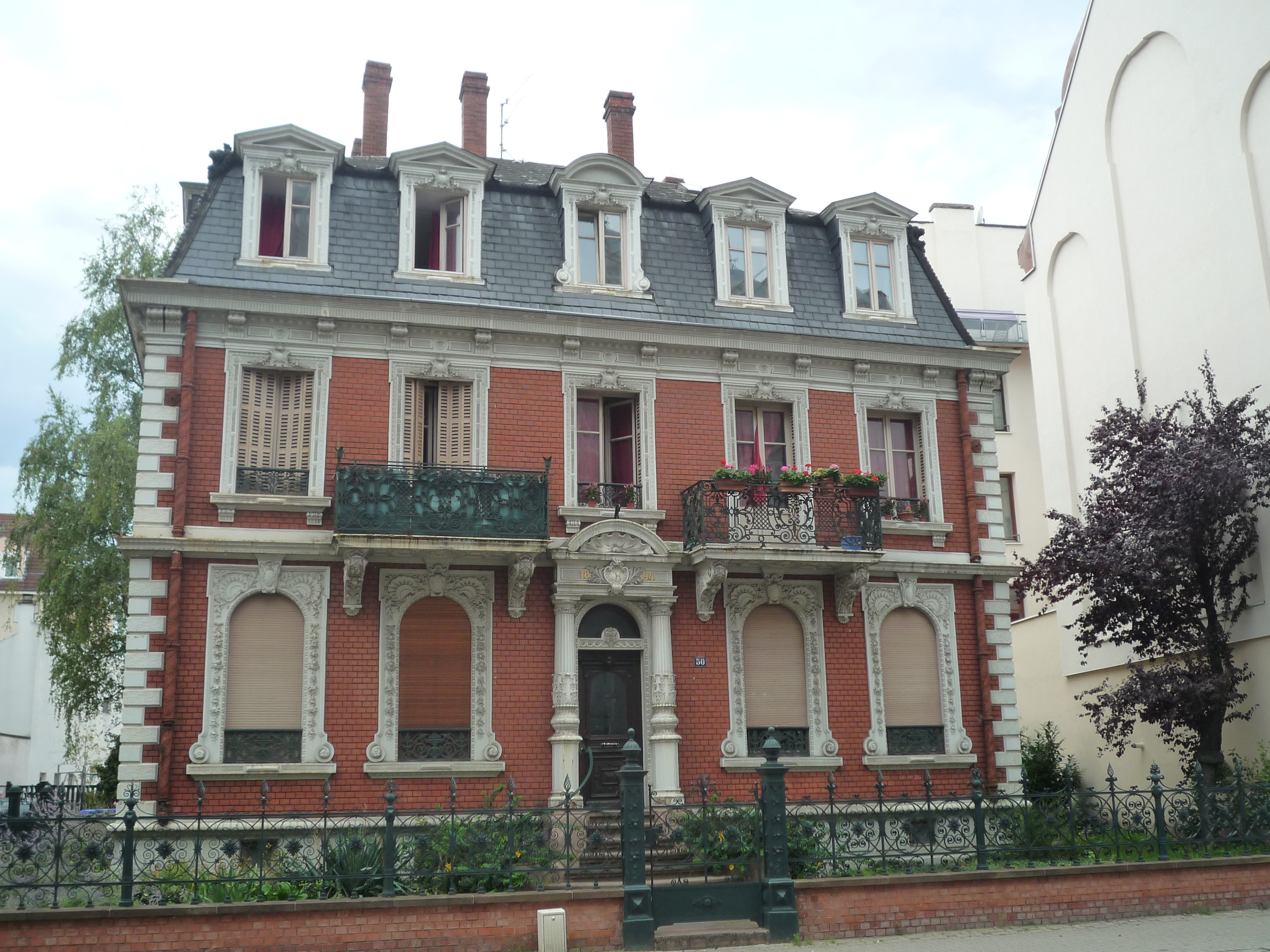
Maison Bowe au 50 route du Polygone.

En 1895, est construite la maison Bowe (d’r Amerikaner Hüss en alsacien,  Inscrit MH (1995, partiellement)) au 50 route du Polygone, cette maison comporte d’imposantes ferronneries, une forge était située à l’arrière du bâtiment, c’est cette forge qui confectionna les chandeliers du pont Saint Guillaume au centre-ville.

### Poste d’aiguillage du Krimmeri

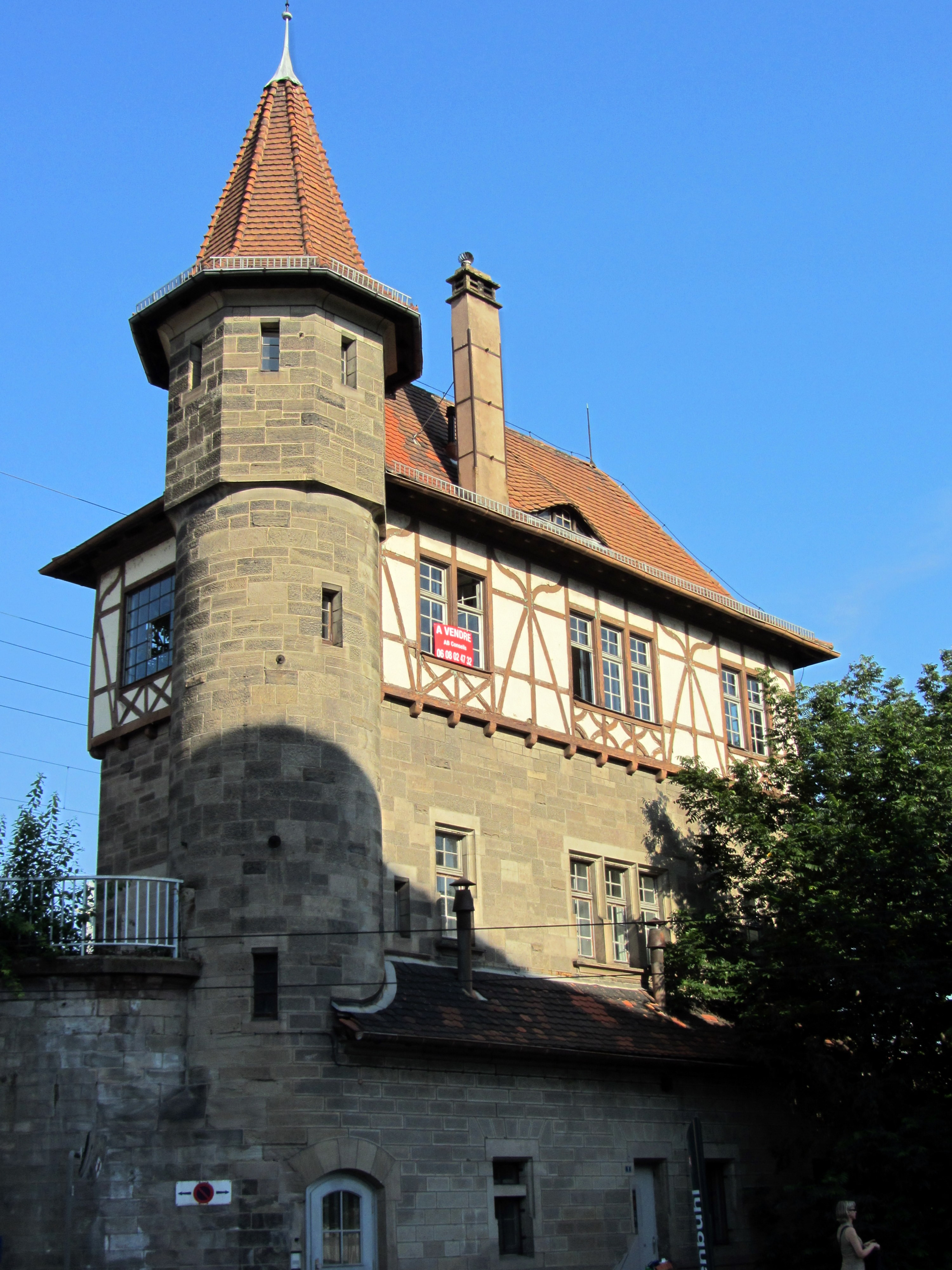
Ancien poste d’aiguillage du Krimmeri.

Le poste d'aiguillage du Krimmeri,  Inscrit MH (1988, Façades et toitures), datant de 1905 et situé avenue de Colmar à la limite avec le quartier de la Meinau, entre la voie de chemin de fer et le cours d’eau du Krimmeri (Krummen Rhein en allemand, Rhin-tortu en français) est également protégé au titre des monuments historiques. Ce poste servait à la ligne de Strasbourg-Ville à Strasbourg-Port-du-Rhin ; on trouve aujourd’hui la gare de Strasbourg-Krimmeri-Meinau ainsi qu'une station de tram du même nom au pied du poste d'aiguillage.

### Église Saint-Aloyse

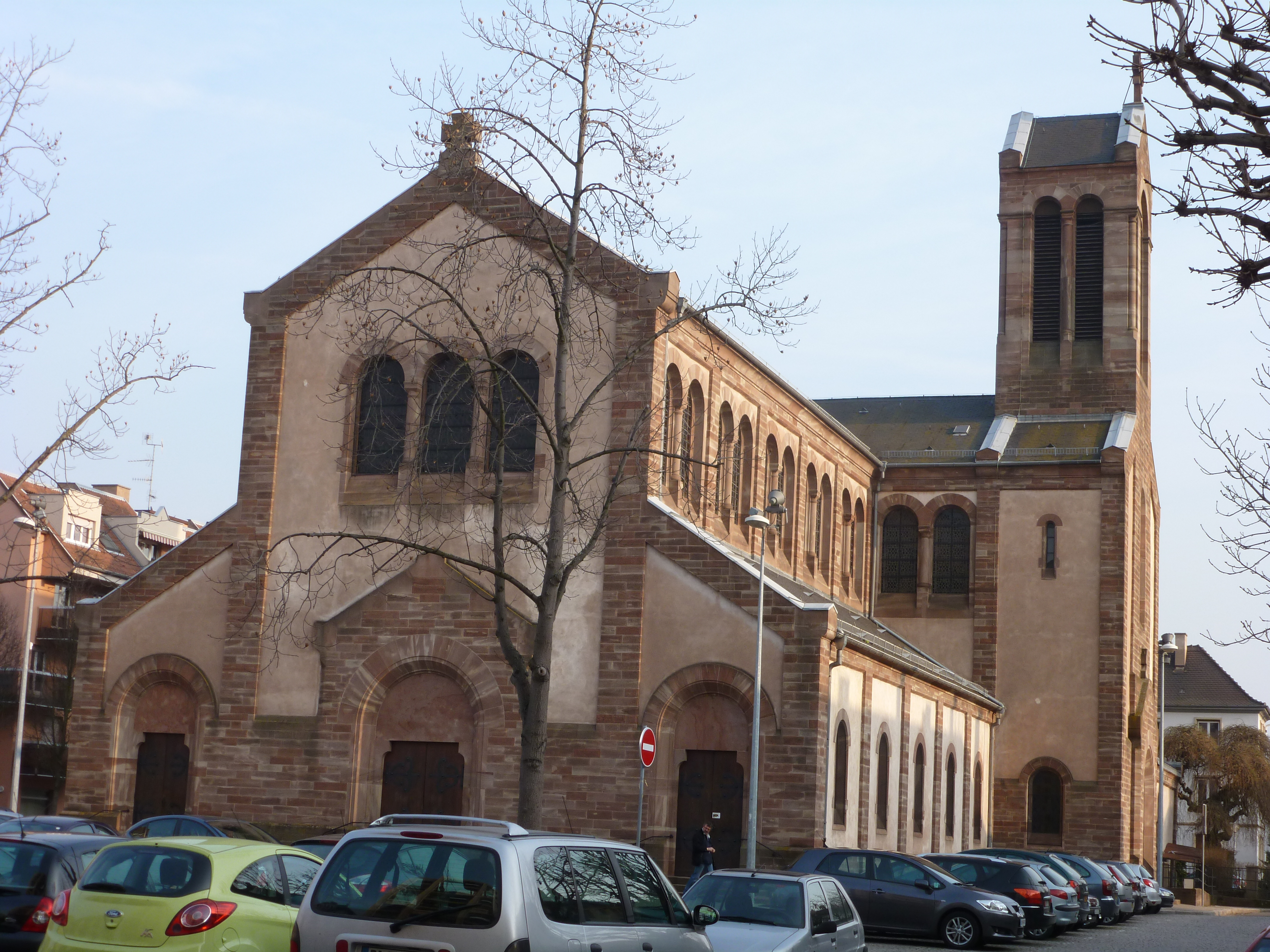
L'église Saint-Aloyse de Neudorf.

L’église Saint-Aloyse (Aloysiuskirche, également nommée « église Saint-Aloïse ») fut construite à la fin du XIXe siècle pour répondre à l’augmentation du nombre de fidèles : la chapelle (qui se trouvait dans la rue du même nom) n’étant plus assez grande. Elle est dédiée à saint Louis de Gonzague (en allemand Aloysius von Gonzaga) et fut consacrée le 16 octobre 1887. Il y a dans cette église des orgues Koulen datant de 1888.
On y trouve la pietà de Notre-Dame de la Citadelle, cette statue se trouvait dans l’église Saint-Louis de la citadelle de Strasbourg qui fut détruite durant le siège de 1870. Dans un premier temps conservée chez un particulier la statue a ensuite trouvé une place dans cette église depuis le 16 novembre 1887.

## Personnalités liées au quartier
- Henri Loux, peintre et céramiste, y a habité entre 1902 et 1907[19] ;
- Marcel Weinum, résistant exécuté durant la Seconde Guerre mondiale, y a habité ;
- Marcel Marceau, mime et acteur, est né au Neudorf, un centre socio-culturel porte son nom[20] ;
- Marguerite Thiébold, écrivain, y a habité entre 1939 et 1953 ;
- Simcha Wasserman, rabbin, fondateur de la Yechiva de Neudorf ;
- Jeanne Barseghian, maire de Strasbourg (depuis 2020), y habite[21].